# انسفالوپاتی مسمومیتی
انسفالوپاتی مسمومیتی (به انگلیسی: Toxic encephalopathy) یک اختلال عصب‌شناختی است که به دلیل قرارگیری در معرض شماری از مواد شیمیایی سمی رخ می‌دهد؛ از جمله:
- حلال‌های آلی سمی برای نورون‌ها، مانند تولوئن
- فلزات سنگین، مانند منگنز که می‌تواند به عنوان یک اثر جانبی داروی ملارزوپرول برای درمان بیماری خواب باشد.
- غلظت‌های بالا از هر سم طبیعی، مانند سیانوتوکسین‌های یافت‌شونده در حلزون‌های صدف‌دار یا قشرهای سیانوباکتریایی آب شیرین